# Isthmohyla zeteki
Isthmohyla zeteki es una especie de anfibios de la familia Hylidae.
Habita en Costa Rica y el oeste de Panamá. Su rango altitudinal oscila entre 1200 y 1804 m s. n. m..
Su hábitat natural incluye bosques tropicales o subtropicales secos y a baja altitud. Está amenazada de extinción por la destrucción de su hábitat natural.